# Ryan Kwanten
Ryan Christian Kwanten (Sydney, 28 november 1976) is een Australisch acteur van Nederlandse afkomst. Hij debuteerde in 1994 op het witte doek met een naamloos rolletje in Signal One en bouwt sinds 2003 het aantal filmtitels op zijn cv verder op. Zijn grootste wapenfeiten leverde hij op het gebied van televisieseries, waarin hij een rol bemachtigde in de vaste cast van onder meer Spellbinder: Land of the Dragon Lord, Home and Away, Summerland en sinds september 2008 True Blood
Naast zijn vaste aanstellingen speelde Kwanten eenmalige gastrollen in onder meer Water Rats, Tru Calling en Law & Order: Special Victims Unit.

## Filmografie
*Exclusief televisiefilms
- 2067 (2020)
- Kidnapping Mr. Heineken (2015)
- Out of Sight (2014)
- Northmen - A Viking Saga (2014)
- Rio, Eu Te Amo (2014)
- Flight 7500 (2014)
- Knights of Badassdom (2013)
- The Right Kind of Wrong (2013)
- Mystery Road (2013)
- Not Suitable For Children (2012)
- Don't Fade Away (2010)
- Legend of the Guardians: The Owls of Ga'Hoole (2010, stem)
- Griff The Invisible (2010)
- Red Hill (2010)
- Dead Silence (2007)
- Flicka (2006)
- America Brown (2004)
- Liquid Bridge (2003)
- Signal One (1994)

## Televisieseries
*Exclusief eenmalige gastrollen
- True Blood - Jason Stackhouse (75+ afleveringen sinds september 2008)
- Summerland - Jay Robertson (2004-2005, 26 afleveringen)
- Home and Away - Vinnie Patterson (1998-2002, negentien afleveringen)
- Spellbinder: Land of the Dragon Lord - Josh Morgan (1997, 26 afleveringen)
- G.P. - Scott Browning (1993-1994, twee afleveringen)
- A Country Practice - Ben Lloyd (1992, twee afleveringen)